# Молодіжна збірна Люксембургу з хокею із шайбою
Молодіжна збірна Люксембургу з хокею із шайбою — національна молодіжна чоловіча збірна команда Люксембургу, складена з гравців віком не більше 20 років, яка представляє країну на міжнародних змаганнях з хокею. Функціонування команди забезпечується Люксембурзькою федерацією хокею на льоду. 

## Історія
Молодіжна збірна Люксембургу зіграла свій перший матч у 2001 році під час кваліфікаційного матчу до чемпіонату світу 2002 року проти збірної Ісландії. Збірна Люксембургу зазнала поразки 2:6. Окрім господарів, а матчі проходили у столиці Люксембургу, та ісландців участь брали і збірна Ірландії. Переможцем турніру стала збірна Ісландії, яка перемогла у двох матчах та отримала право на підвищення у класі. На домашньому турнірі люксембуржці здобули і найбільшу перемогу над ірландцями 10:0.
У 2003 році збірна Люксембургу змагалась у третьому дивізіоні чемпіонату світу серед молодіжних збірних, що проходив у турецькому місті Ізміт. Окрім них у турнірі брали участь збірні Австралії, Бельгії, Південної Кореї та Туреччині. Люксембуржці посіли останнє місце поступившись у всіх чотирьох матчах, у тому числі зазнали найбільшої поразки в історії від Південної Кореї 0:17.

## Результати на чемпіонатах світу
- 2001 – Кваліфікаційний турнір закінчили на 2-му місці
- 2003 – Закінчили на 5-му місці (Дивізіон III)
- 2024 – Закінчили на 2-му місці (Дивізіон III Група «В»)
- 2025 – Закінчили на 4-му місці (Дивізіон III Група «В»)